# Blera
Blera est une commune italienne d'environ 3 200 habitants, située dans la province de Viterbe, dans la région Latium, en Italie centrale.

## Histoire
- San Giovenale

## Administration
| Période                                  | Période | Identité | Étiquette | Qualité |
| ---------------------------------------- | ------- | -------- | --------- | ------- |
|                                          |         |          |           |         |
| Les données manquantes sont à compléter. |         |          |           |         |

### Hameaux
Civitella Cesi

### Communes limitrophes
Barbarano Romano, Canale Monterano, Monte Romano, Tolfa, Vejano, Vetralla, Villa San Giovanni in Tuscia